# Flatraket
Flatraket är en tätort i Stads kommun i Vestland fylke i västra Norge. Orten ligger vid fylkesväg 618, på den södra sidan av fjorden Sildegapet.
Tidigare har orten tillhört dåvarande Selje kommun i Sogn og Fjordane fylke.